# عبده جميل المخلافي
عبده جميل المخلافي (1962 -) هو باحث إعلامي وصحفي ألماني - يمني.

## حياته ونشأته[2]
- من مواليد تعز اليمن عام 1962. درس حتى المرحلة الثانوية في تعز، وبعد أداء خدمة الدفاع الوطني في سلاح البحرية اليمنية في ميناءالحديدة انتقل للدراسة والعيش في العاصمة اليمنية صنعاء.

- في عام 1984 التحق بقسم العلوم السياسية والاقتصاد جامعة صنعاء وحصل منه عام 1988 على بكالوريوس علوم سياسية واقتصاد.

- في عام 1989 درس دبلوم السياسة الدولية بكلية التجارة ولاقتصاد، جامعة صنعاء.[3]
- يحمل درجة الدكتوراة في فلسفة الإعلام من جامعة ماربورغ ـ ألمانيا تخصص إعلام عربي دولي.[4]
- وفي عام 1992 التحق بدبلوم الدراسات العليا في قسم الإعلام بجامعة صنعاء وتخرج منه عام 1993 بدبلوم عال في الاعلام والاتصال، تخصص صحافة بتقدير «ممتاز».
- في عام 1995 غادر إلى ألمانيا حيث التحق، بعد اجتياز دورة اللغة الألمانية، بقسم الإعلام بجامعة فليب ماريوج، التي حصل منها عام 1999 على دبلوم عال (ماجستير) في علم الإعلام بتقدير «ممتاز».
- وفي عام 2005 حصل من نفس الجامعة على درجة الدكتوراه في فلسفة الإعلام العربي، تخصص إعلام عربي دولي، بتقدير «ممتاز» عن اطروحته العلمية عن الفضائيات العربية ـ قناة الجزيرة دراسة حالة.[5]

## مؤلفاته
ـ له العديد من الكتابات والبحوث والمقالات، شارك في العديد من الندوات والمؤتمرات العلمية في مجال الإعلام والسياسة الشرق أوسطية.
ـ صدر له بداية عام 2006 كتاب باللغة الألمانية بعنوان: «قناة الجزيرة ـ لاعب إقليمي على المسرح الإعلامي العالمي»: انظر.

## مسيرته
ـ أثناء دراسته في ألمانيا عمل مدرسا للغة العربية لغير الناطقين بها بقسم الدراست السامية والاستشراق بجامعة ماربوج من عام 1997 حتى عام 2003.
ـ عمل من عام 1984 وحتى عام 1995 مديرا لإدارة التوظيف بوزارة التربية والتعليم اليمنية ـ صنعاء
ـ كما عمل من عام 1986 حتى عام 2005 كصحفي حر.
ـ منذ عام 2005 يعمل محررا صحفيا لدى مؤسسة دويتشه فيله الإعلامية الألمانية، بالإضافة إلى الكتابة لبعض الصحف والمواقع.